# Kamionka Wielka (gmina)
Kamionka Wielka est une gmina rurale du powiat de Nowy Sącz, Petite-Pologne, dans le sud de la Pologne. Son siège est le village de Kamionka Wielka, qui se situe environ 9 km au sud-est de Nowy Sącz et 82 km au sud-est de la capitale régionale Cracovie.
La gmina couvre une superficie de 63,01 km2 pour une population de 9 158 habitants.

## Géographie
La gmina inclut les villages de Bogusza, Jamnica, Kamionka Mała, Kamionka Wielka, Królowa Górna, Królowa Polska, Mszalnica, Mystków et Zagóry.
La gmina borde la ville de Nowy Sącz et les gminy de Chełmiec, Grybów, Łabowa et Nawojowa.